# 謝里登 (密歇根州)
謝里登（英語：Sheridan）是位於美國密歇根州蒙卡爾姆縣的一個村。

## 人口
根據2020年美國人口普查的數據，謝里登的面積為3.00平方千米，當中陸地面積為2.85平方千米，而水域面積為0.15平方千米。當地共有人口692人，而人口密度為每平方千米230人。